# Trofeo Ciudad de Puertollano
El Trofeo Ciudad de Puertollano de fútbol es un trofeo de fútbol de carácter amistoso disputado en la ciudad de Puertollano en la provincia española de Ciudad Real. El Torneo tuvo su primera edición en 1974 y la última edición disputada ha sido la de 2019 entre el Calvo Sotelo de Puertollano CF y el CD Toledo. El Torneo se interrumpió desde 1975 a 1983, para posteriormente reanudarse hasta 2009, en que fue nuevamente interrumpido hasta 2014. La última interrupción fue en la edición de 2018, para reanudarse nuevamente en 2019. En 1997 el equipo brasileño que disputó el Torneo, lo hizo con una licencia o permiso del Botafofo FC (João Pessoa), pero en realidad fue una selección de jugadores brasileños de categorías inferiores.

## Palmarés
| Año       | Edición       | Campeón                        | Resultado  | Subcampeón                        |
| --------- | ------------- | ------------------------------ | ---------- | --------------------------------- |
| 1974      | I             | Calvo Sotelo CF                | 3-0        | Rayo Vallecano                    |
| 1975-1982 | No se disputó | -                              | -          | -                                 |
| 1983      | II            | Calvo Sotelo CF                | 4-1        | CD Manchego                       |
| 1984      | III           | Sevilla FC                     | 0-0 (pen)  | Calvo Sotelo CF                   |
| 1985      | IV            | CF Valdepeñas                  | 1-1 (pen)  | Calvo Sotelo CF                   |
| 1986      | V             | Atlético Madrileño             | 5-2        | Calvo Sotelo CF                   |
| 1987      | VI            | Calvo Sotelo CF                | triangular | Daimiel CF CD Pozoblanco          |
| 1988      | VII           | Puertollano Industrial CF      | 5-1        | CD Manchego                       |
| 1989      | VIII          | São José EC                    | 2-1        | Puertollano Industrial CF         |
| 1990      | IX            | Puertollano Industrial CF      | 4-1        | Associação Desportiva Cabofriense |
| 1991      | X             | Puertollano Industrial CF      | 3-2        | América RJ                        |
| 1992      | XI            | FK Partizani Tirana            | 2-0        | Puertollano Industrial CF         |
| 1993      | XII           | Puertollano Industrial CF      | 3-3 (pen)  | Botafogo FR                       |
| 1994      | XIII          | Puertollano Industrial CF      | 2-0        | Betis Deportivo                   |
| 1995      | XIV           | Málaga CF                      | 4-4 (pen)  | Puertollano Industrial CF         |
| 1996      | XV            | Puertollano Industrial CF      | 3-3 (pen)  | Catuense Futebol                  |
| 1997      | XVI           | Botafofo FC (João Pessoa)      | 2-2 (pen)  | Puertollano Industrial CF         |
| 1998      | XVII          | Real Madrid CF B               | 1-0        | Puertollano Industrial CF         |
| 1999      | XVIII         | Atlético de Madrid B           | 3-2        | UD Puertollano                    |
| 2000      | XIX           | UD Puertollano                 | 1-1 (pen)  | Auto Esporte Clube                |
| 2001      | XX            | Atlético de Madrid B           | 4-1        | UD Puertollano                    |
| 2002      | XXI           | Atlético de Madrid B           | 5-0        | UD Puertollano                    |
| 2003      | XXII          | Córdoba CF                     | 5-0        | UD Puertollano                    |
| 2004      | XXIII         | Albacete Balompié              | 4-0        | UD Puertollano                    |
| 2005      | XXIV          | Atlético de Madrid B           | 1-0        | UD Puertollano                    |
| 2006      | XXV           | UD Puertollano                 | 1-0        | Albacete Balompié                 |
| 2007      | XXVI          | UD Puertollano                 | 0-0 (pen)  | Rayo Vallecano                    |
| 2008      | XXVII         | UD Puertollano                 | 1-0        | Córdoba CF                        |
| 2009-2014 | No se disputó | -                              | -          | -                                 |
| 2015      | XXVIII        | Calvo Sotelo de Puertollano CF | 4-0        | Calzada de Calatrava CF           |
| 2016      | XXIX          | Calvo Sotelo de Puertollano CF | 2-1        | Manzanares CF                     |
| 2017      | XXX           | CD Manchego de Ciudad Real     | 1-1 (pen)  | Calvo Sotelo de Puertollano CF    |
| 2018      | No se disputó | -                              | -          |                                   |
| 2019      | XXXI          | Calvo Sotelo de Puertollano CF | 2-1        | CD Toledo                         |

## Campeones
| Equipo                                  | Títulos | Ediciones                                                               |
| --------------------------------------- | ------- | ----------------------------------------------------------------------- |
| Calvo Sotelo CF-UD Puertollano          | 12      | 1975, 1976, 1978, 1980, 1981, 1984, 1987, 1989, 1992, 1999, 2010 y 2011 |
| Atlético Madrileño-Atlético de Madrid B | 5       | 1986, 1999, 2001, 2002 y 2005                                           |
| Calvo Sotelo de Puertollano CF          | 3       | 2015, 2016 y 2019                                                       |
| Sevilla FC                              | 1       | 1984                                                                    |
| Valdepeñas CF                           | 1       | 1985                                                                    |
| São José EC                             | 1       | 1989                                                                    |
| FK Partizani Tirana                     | 1       | 1992                                                                    |
| Málaga CF                               | 1       | 1995                                                                    |
| Botafofo FC (João Pessoa)               | 1       | 1997                                                                    |
| Real Madrid CF B                        | 1       | 1998                                                                    |
| Albacete Balompié                       | 1       | 2004                                                                    |
| CD Manchego de Ciudad Real              | 1       | 2017                                                                    |